# Нововолодимирівка (Шосткинський район)
Нововолоди́мирівка — село в Україні, у Середино-Будській міській громаді Шосткинського району Сумської області. Населення становить 55 осіб. До 2020 орган місцевого самоврядування — Рожковицька сільська рада.

## Географія
Село Нововолодимирівка знаходиться на правому березі річки Знобівка, вище за течією на відстані 3 км розташоване село Грудская (Брянська область, Росія), нижче за течією на відстані 6 км розташоване село Шалимівка, на протилежному березі — село Рожковичі. Селом протікає річка Безіменна з загатами, вище за течією якого примикає село Порохонь. Поруч проходить кордон з Росією.

## Символіка
На гербі зображений кетяг калини який виростає з серця, з боків із серця виростають колоски пшениці. Герб має назву з Україною в серці і зображає переселенців з Сумського повіту,  вирізнялися серед місцевих сіл своїми потужними українськими звичаями та мовою. Колосся також вказує на родючі землі та працьовитість селян.

## Історія
Нововолодимирівка була заснована в 1912 році 18 сім'ями переселенців з сіл: Володимирівка, Біловоди, Нова Січ, Андріївка, Олексіївка та інших населених пунктів Сумського повіту Харківської губернії (нині Сумського району Сумської області), які відчували нестачу в орних землях на своїй батьківщині.
Переселенці відрізнялися від місцевого населення мовою і звичаями, розмовляли українською мовою, носили український національний одяг і проживали в українських хатах.
З дня заснування Нововолодимирівка була невеликим населеним пунктом і в 1917 році налічувала 40 дворів, у яких проживало 338 жителів, в 1923 році — 53 двори і 318 жителів, в 1926 році — 56 дворів і 346 жителів, в 1989 році — 86 жителів, в 2001 році — 54 жителя.
12 червня 2020 року, відповідно до Розпорядження Кабінету Міністрів України № 723-р «Про визначення адміністративних центрів та затвердження територій територіальних громад Сумської області» увійшло до складу Середино-Будської міської громади.
19 липня 2020 року,  в результаті адміністративно-територіальної реформи та ліквідації Середино-Будського району, село увійшло до Шосткинського району.

## Населення
Згідно з переписом УРСР 1989 року чисельність наявного населення села становила 86 осіб, з яких 41 чоловік та 45 жінок.
За переписом населення України 2001 року в селі мешкали 54 особи.

### Мова
Розподіл населення за рідною мовою за даними перепису 2001 року:
| Мова       | Відсоток |
| ---------- | -------- |
| українська | 65,45 %  |
| російська  | 34,55 %  |